# Schwurgericht

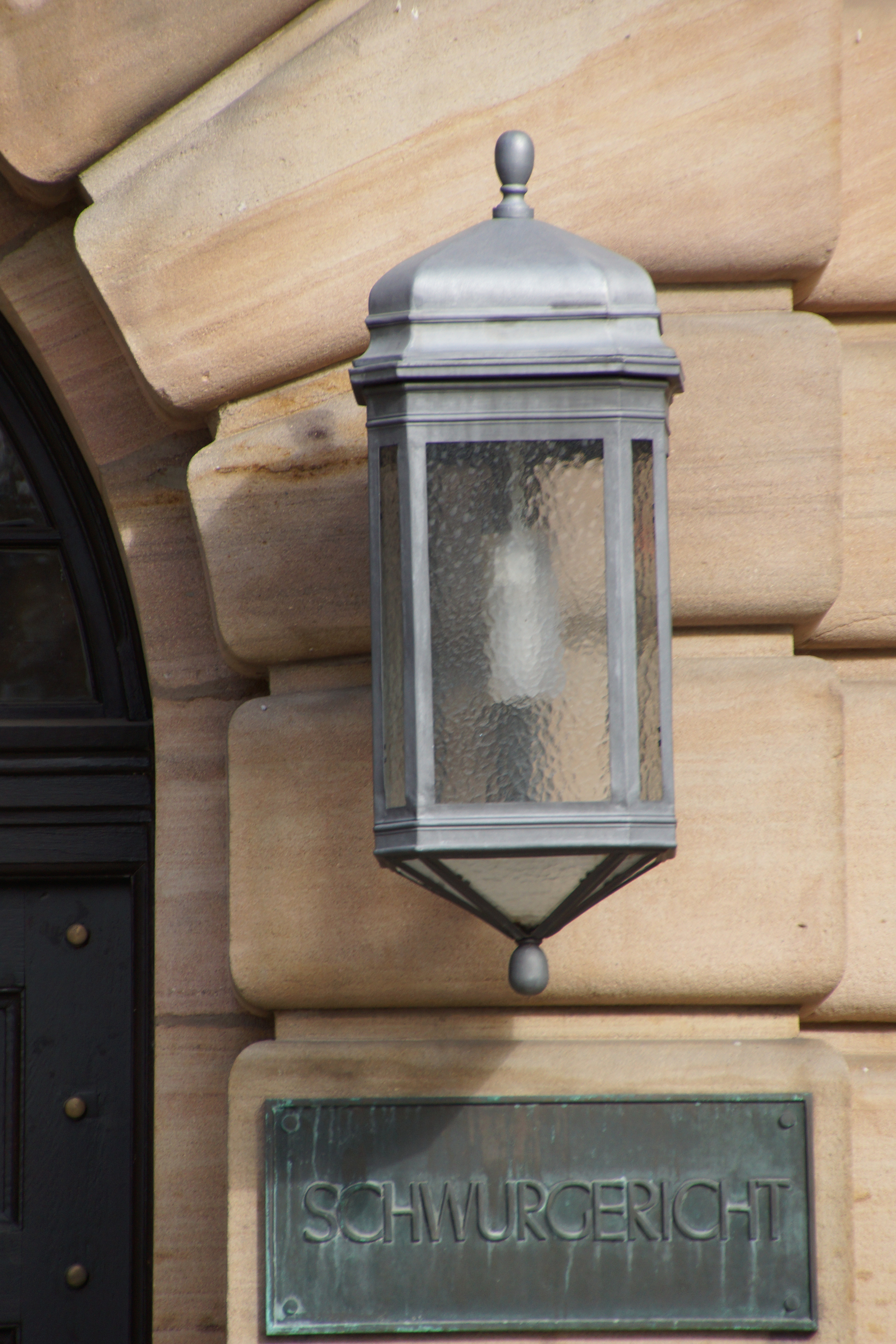
Schwurgericht – Tafel am Justizpalast in Nürnberg

Ein Schwurgericht ist eine mit hauptamtlichen Richtern und Schöffen besetzte Strafkammer, die für besonders schwere Straftaten zuständig ist. Es ist in Deutschland ein erstinstanzlicher Spruchkörper des Landgerichts, dessen Zuständigkeit für die vollendeten und versuchten Delikte des Mordes, des Totschlags sowie für alle mit dem Tode erfolgsqualifizierten Tötungsdelikte gegeben ist. Die Zuständigkeit besteht nicht, wenn nach § 120 GVG das Oberlandesgericht im ersten Rechtszug zuständig ist. Es ist nur in Strafsachen gegen Erwachsene zuständig; für Jugendliche und Heranwachsende ist die große Jugendkammer zuständig.
Das Schwurgericht ist, wie eine große Strafkammer, mit drei Berufsrichtern und zwei Schöffen besetzt (§ 76 Absatz 2 Satz 3 Nummer 1 GVG). Eine Besetzungsreduktion ist ausgeschlossen. Der Unterschied zur Strafkammer ist die besondere Zuständigkeit für Taten, die eine herausragende Schwere der Schuld und der Tatfolgen aufweisen und in besonderem Maße verurteilungwürdig sind. Diese Zuständigkeit ist in § 74 Absatz 2 und § 74e GVG festgelegt.
Alle Mitglieder haben grundsätzlich gleiches Gewicht und gleiche Rechte bei der Verhandlung, Beratung und Abstimmung. Verfahrensfragen werden mit einfacher Mehrheit, Schuldfrage und Strafe mit Zweidrittelmehrheit entschieden. Bei prozessualen Entscheidungen außerhalb des Hauptverfahrens wirken die Schöffen nicht mit.
Der Vorsitzende Richter, der den Berufsrichtern angehört, hat eine herausgehobene Stellung, da ihm die Leitung der Verhandlung und die vorrangige Vernehmung der Angeklagten und der Zeugen vor dem Kreuzverhör, die Beweisaufnahme und die Protokollierung zustehen. Er entscheidet über die Zulässigkeit von Fragen an die Zeugen, über Anträge und Widersprüche zunächst allein, bei Einspruch gegen den Entscheid beschließt die Kammer hierüber. Auch der besondere Schutz von Opfern, die als Zeugen vernommen werden und Zeugen, deren Anonymität gewahrt werden muss, obliegt dem Vorsitzenden. Er kann insbesondere bei minderjährigen Opfern von Sexualstraftaten die Vernehmung allein durchführen.
Bei jedem Landgericht muss mindestens eine Strafkammer als Schwurgericht eingerichtet werden, es sei denn, die Länder machen von einer Konzentration gemäß § 74d GVG Gebrauch, so dass das Schwurgericht bei einem bestimmten Landgericht auch für entsprechende Fälle aus anderen Landgerichtsbezirken zuständig ist. Für auf Revision hin zurückverwiesene Verfahren muss zudem eine Auffangstrafkammer bestimmt werden, die diese Verfahren neu verhandelt. Bei besonders großem Geschäftsanfall kann diese Auffangstrafkammer auch erstinstanzlich tätig werden.
Gegen Urteile des Schwurgerichts ist die Revision (§ 333 StPO) zum Bundesgerichtshof (§ 135 Absatz 1 GVG) gegeben. Für Beschwerden (§ 304 StPO) gegen andere Entscheidungen im Verfahren ist das Oberlandesgericht (§ 120 Absatz 4 GVG) zuständig.

## Geschichte
Der Begriff Schwurgericht stammt aus der Zeit nach der Reichsgründung 1871 bis 1924, als es sich beim Schwurgericht tatsächlich noch um ein Geschworenengericht handelte. Es wurde 1879 als Laiengericht mit zwölf Geschworenen und drei Berufsrichtern eingeführt. Nach der bis 1924 üblichen Gerichtsordnung waren die Richter- und Geschworenenbank getrennt, wobei die Geschworenen ohne die Richter über die Schuldfrage entschieden und mit den Richtern über das Strafmaß urteilten. Diese Praxis wurde unter Reichsjustizminister Erich Emminger im Rahmen seiner umstrittenen Justizreform, der sogenannten „Emminger-Novelle“, zugunsten einer einheitlichen Richterbank aus drei Berufsrichtern und sechs Geschworenen (in Schöffenfunktion) durch Verordnung vom 4. Januar 1924 abgeschafft. Letztere wurden in der Folgezeit weiter reduziert.
In Bayern bestanden nach dem Zweiten Weltkrieg für kurze Zeit wieder Schwurgerichte alter Art, bei denen die Besetzung von vor 1924 und die Trennung der Entscheidung über Schuldfrage und Strafmaß wiederhergestellt war. Diese Besonderheit endete mit dem Inkrafttreten des (Bundes-)Gesetzes zur Wiederherstellung der Rechtseinheit am 1. Oktober 1950.
Bis zum Strafverfahrensänderungsgesetz von 1979 waren Schwurgerichte in der Bundesrepublik noch ständige Spruchkörper der Landgerichte mit Zuständigkeit für Kapitaldelikte, seitdem gelten sie als Spezialkammer, die fallweise bei besonders schweren Kapitaldelikten aus an den Landgerichten tätigen Richtern und Schöffen gebildet werden.
Das Schwurgericht entscheidet heute nicht mehr durch Geschworene. Dem Namen kommt insofern nur noch eine historische Bedeutung zu. Sachliche Unterschiede zur sonst zuständigen Großen Strafkammer sind damit nach Aufhebung der §§ 79 bis 92 GVG nicht mehr verbunden, mit Ausnahme der zwingenden Besetzung mit drei Berufsrichtern und zwei Schöffen (vgl. dagegen die Möglichkeit einer reduzierten Besetzung der Großen Strafkammer gemäß § 76 Absatz 2 GVG mit nur zwei Berufsrichtern und zwei Schöffen). Eine Besonderheit besteht noch hinsichtlich der Geschäftsverteilung, da es an den meisten Landgerichten nur ein Schwurgericht gibt und diese Strafkammer daher sämtliche Schwurgerichtssachen zugewiesen bekommt.
Früher lagen auch Pressestrafsachen im Zuständigkeitsbereich des Schwurgerichts.